# Backsteinrenaissance

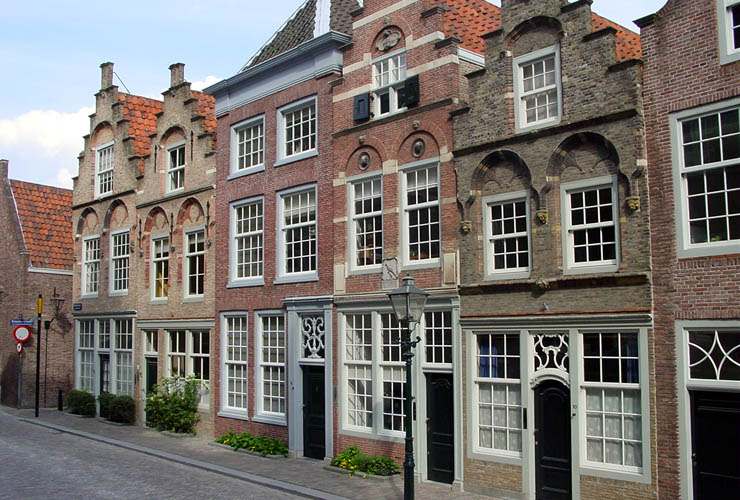
Giebel im Übergang von der Gotik zu Renaissance in Dordrecht. In den Niederlanden sind Dordtse Gevels ein kulturgeschichtlicher Begriff.

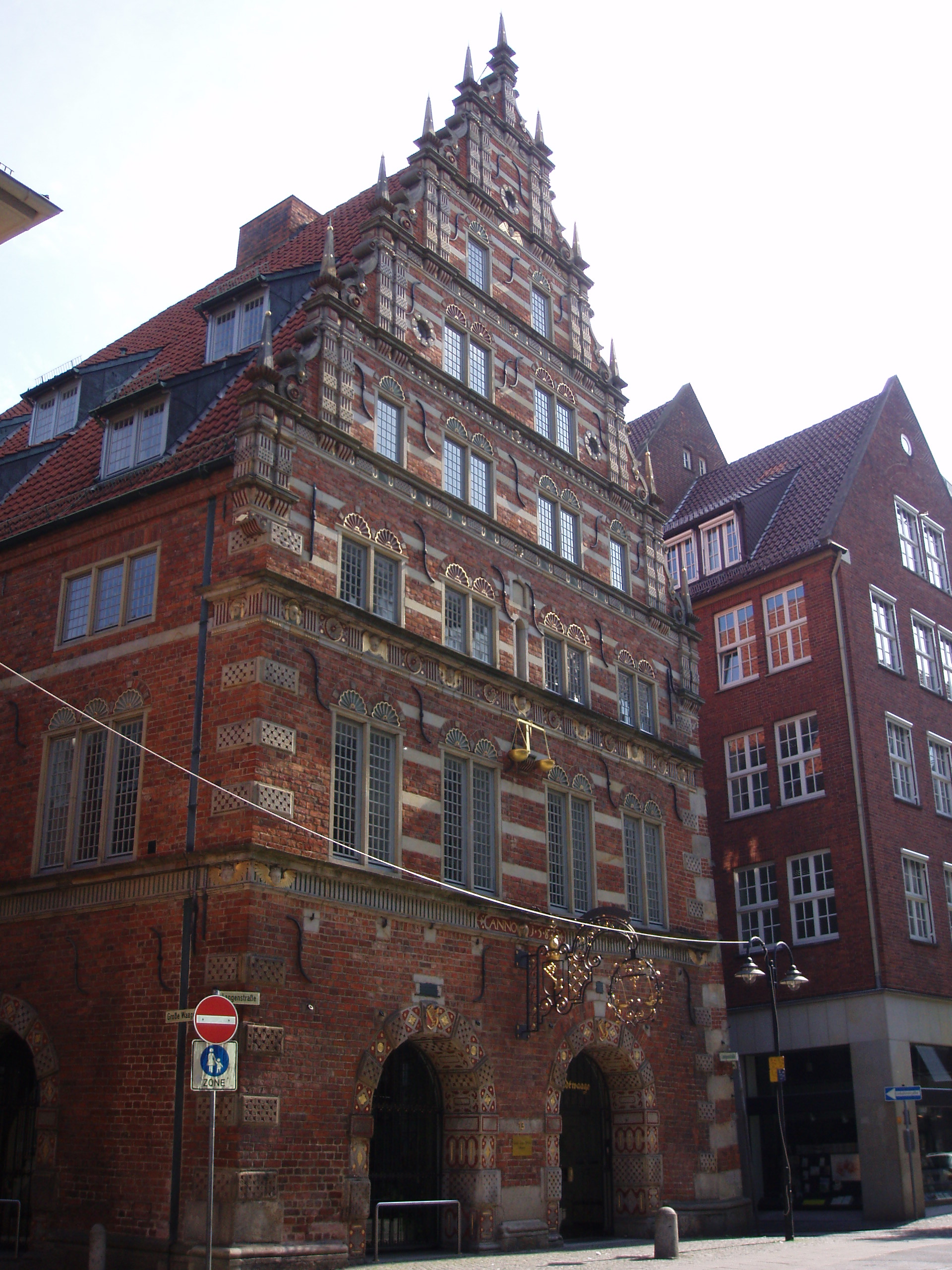
Stadtwaage in Bremen, 1587/1588 durch Lüder von Bentheim, der wenig später den Renaissanceumbau des Bremer Rathauses leitete

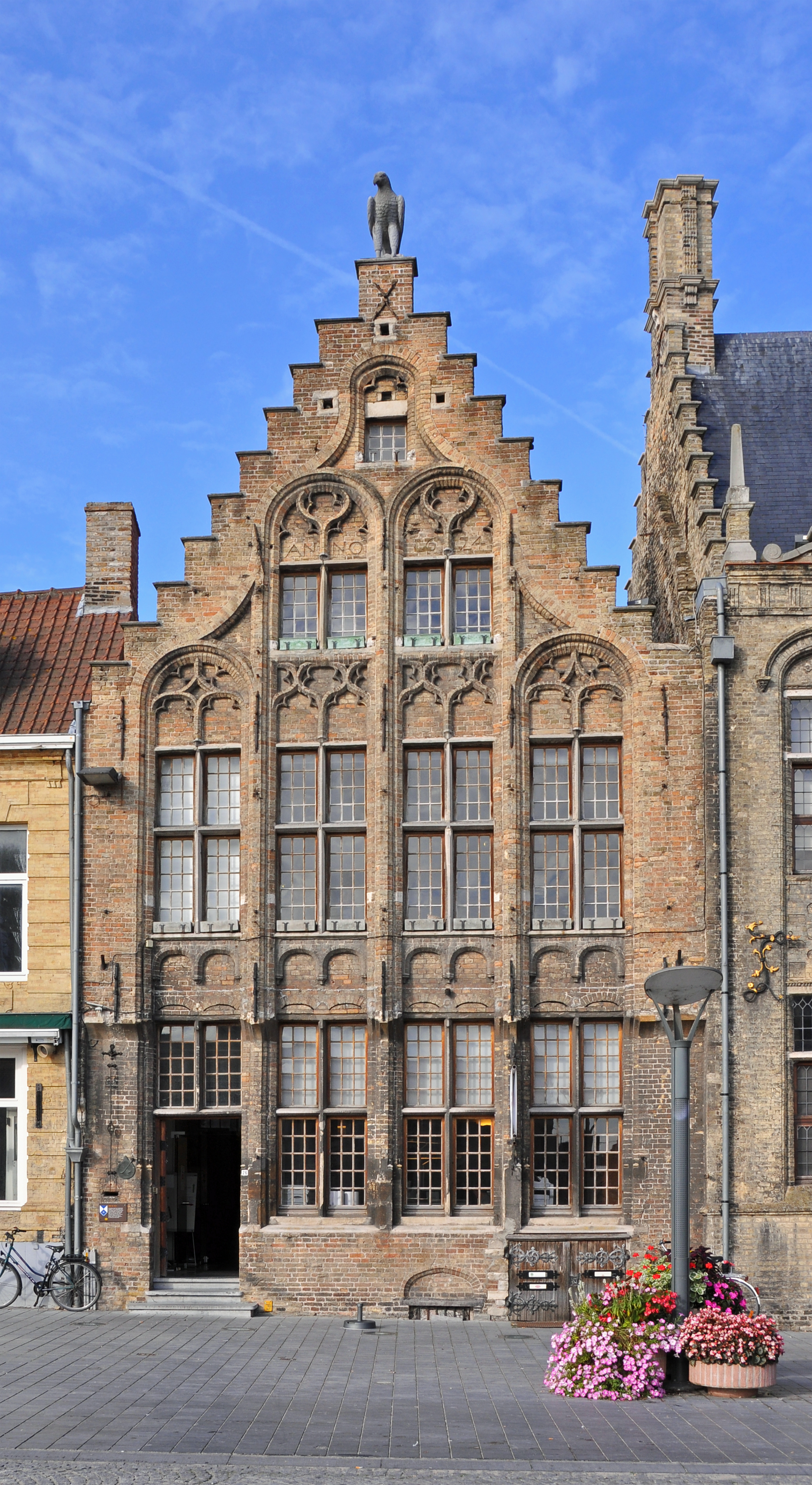
Haus De Valk in Veurne, Westflandern, 1624 in gotischen Formen

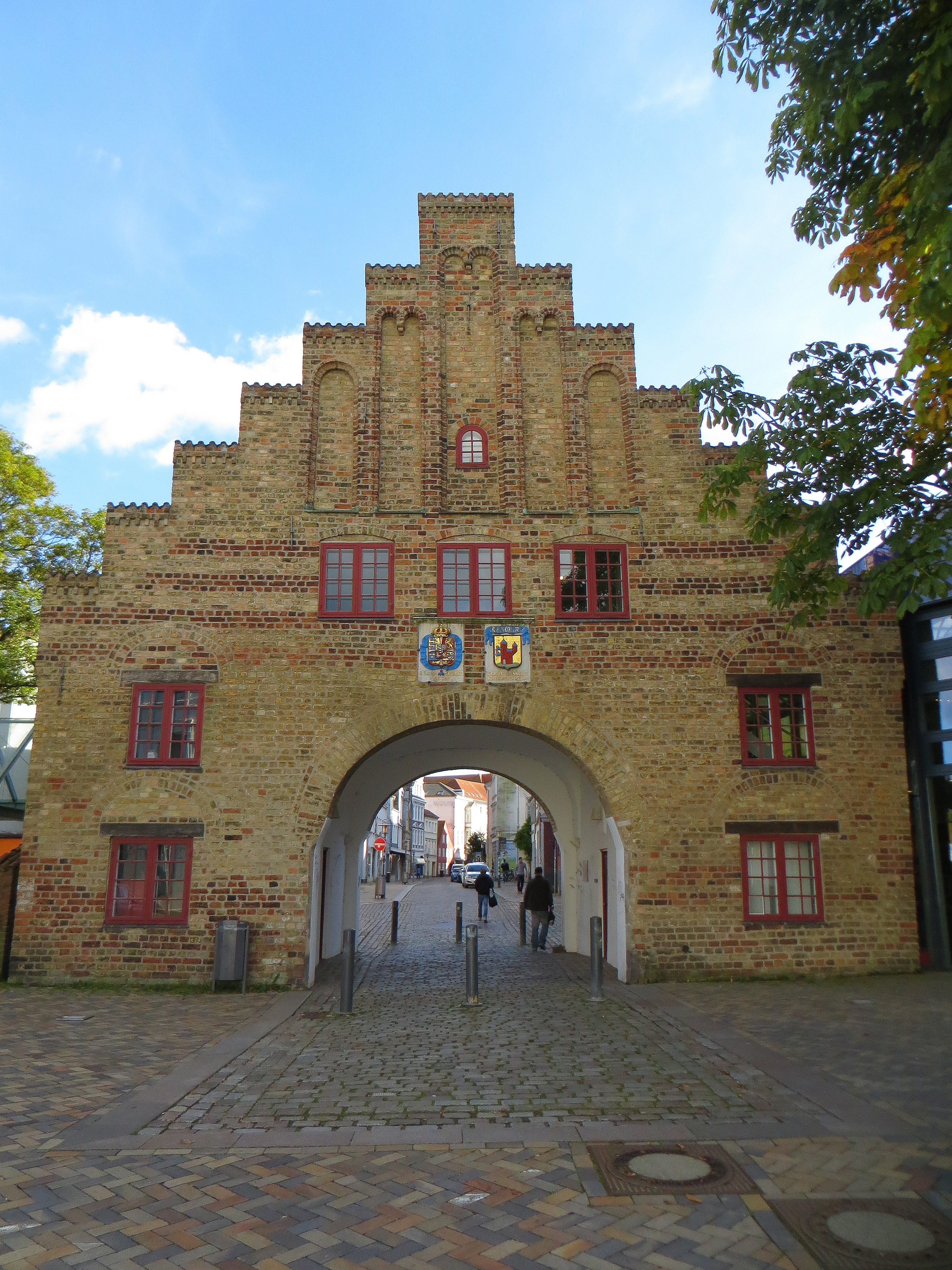
Langsame Abkehr von der Gotik und noch keine Renaissanceformen: Nordertor (1595–1598) in Flensburg

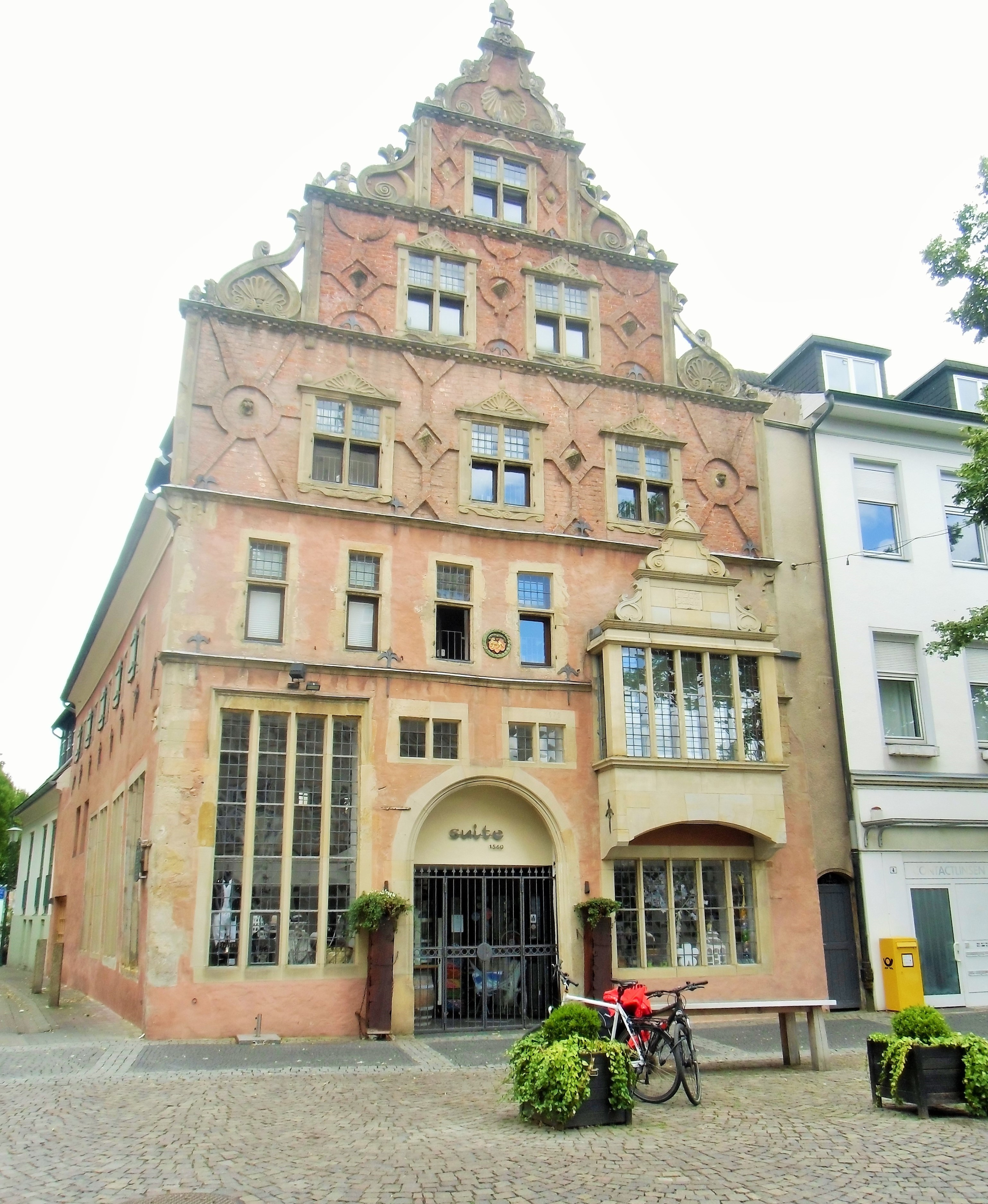
Wulferthaus in Herford, 1560, Weserrenaissance hier in den oberen Geschossen mit geschlämmtem Backstein

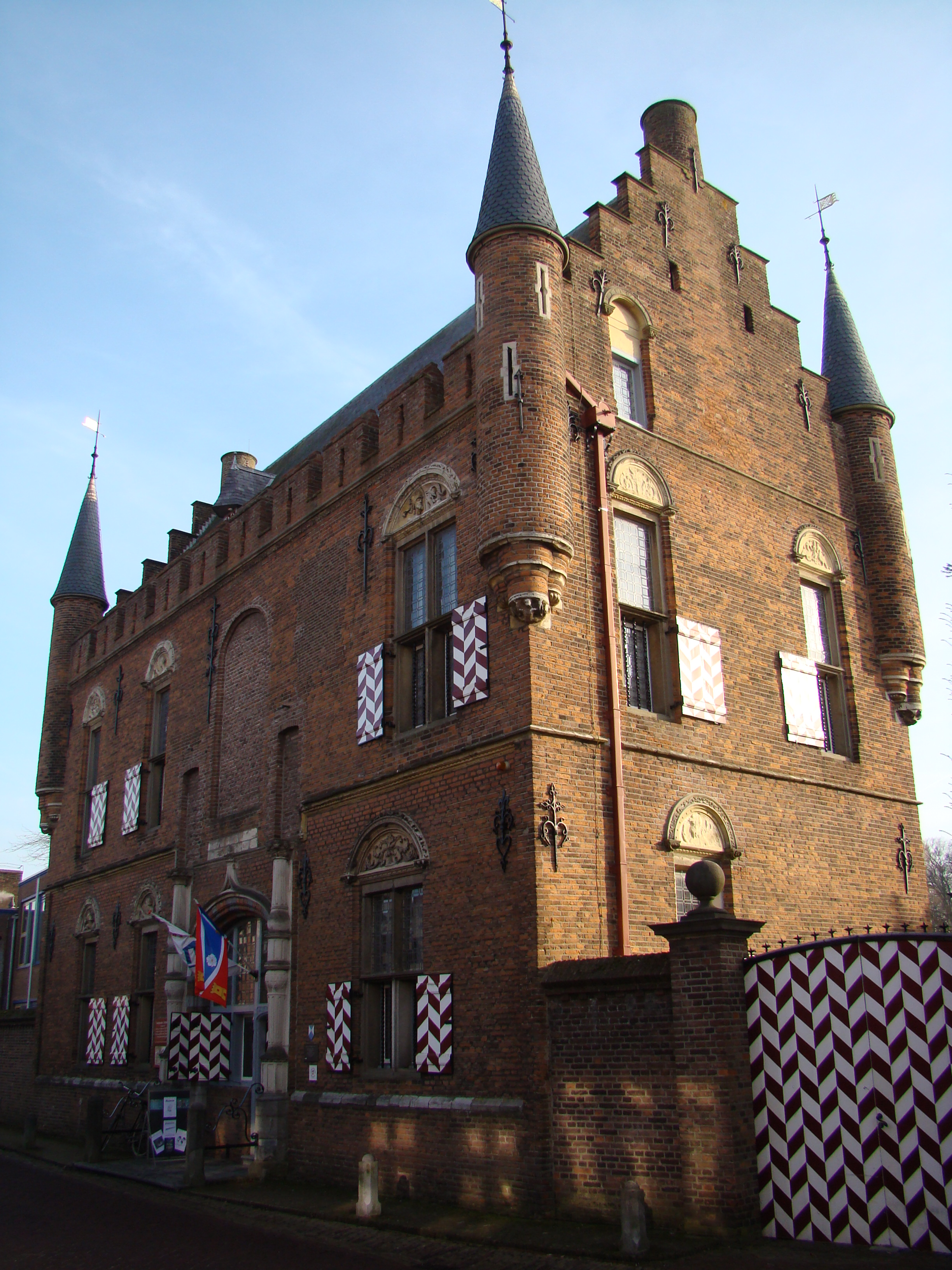
Haus des Maarten van Rossum, 1535, in Zaltbommel, Gelderland, NL, Renaissance-Dekor, aber gotische Proportionen

Die Backsteinrenaissance ist in der Nordhälfte Europas die Fortsetzung des dort im Hochmittelalter begonnenen Backsteinbaus. Im Vergleich zur „Backsteingotik“ ist die „Backsteinrenaissance“ ein weniger etablierter Begriff. Zudem veränderte sich die geografische Ausdehnung, so ging in der Renaissancezeit der Backsteinbau in der Mark Brandenburg zurück, nahm aber in Westfalen zu.
Der Übergang von der Gotik zur Renaissance vollzog sich – teilweise sogar in denselben Gegenden – unterschiedlich. Teilweise behielt man die gewohnten Proportionen bei und ersetzte nur gotische Zierformen durch Zitate aus der antiken Baukunst. Zu den Treppengiebeln traten zunehmend die für die Renaissance typischen Volutengiebel. Teilweise gab man gotische Formen auf, ohne stattdessen die Antike zu zitieren, und teilweise wandte man sich aus der Antike entlehnten Formen so vehement zu, dass ein früher Klassizismus entstand.
Eine stärkere Absetzung fand in der Übergangsphase zum Barock hin statt. In Lübeck beispielsweise verzichtete man ab dem 2. Viertel des 16. Jahrhunderts auf viele Formen der Gotik, aber längst nicht alle Gebäude erhielten nun Dekor der Renaissance. Deutlich wird die Backsteinrenaissance zum Beispiel an den Bauwerken, die von dem Lübecker Künstler Statius von Düren ausgestattet wurden. Beim Aus- und Umbau des Schweriner Schlosses orientierte man sich ab Mitte des 16. Jahrhunderts an italienischen Vorbildern und der Weserrenaissance, im 17. mehr an den Niederlanden. Schloss Gadebusch verbindet Weserrenaissance mit Terrakotten: der Fürstenhof in Wismar mit seinen Terracotta-Reliefs verweist ebenfalls auf Italien.
Die Niederlande, bereits eine bedeutende Region der Backsteingotik, wurden durch ihren wirtschaftlichen Aufschwung in der Renaissancezeit zur Vorbildregion des Backsteinbaus. In der frühen Neuzeit orientierte sich daher auch der Backsteinbau in Norddeutschland stark an der Niederländischen Renaissance. Beispiele sind Schloss Reinbek bei Hamburg, das Zeughaus in Lübeck oder das mit niederländischen Auswanderern gegründete Friedrichstadt in Schleswig-Holstein.

Beispiele aus Lübeck
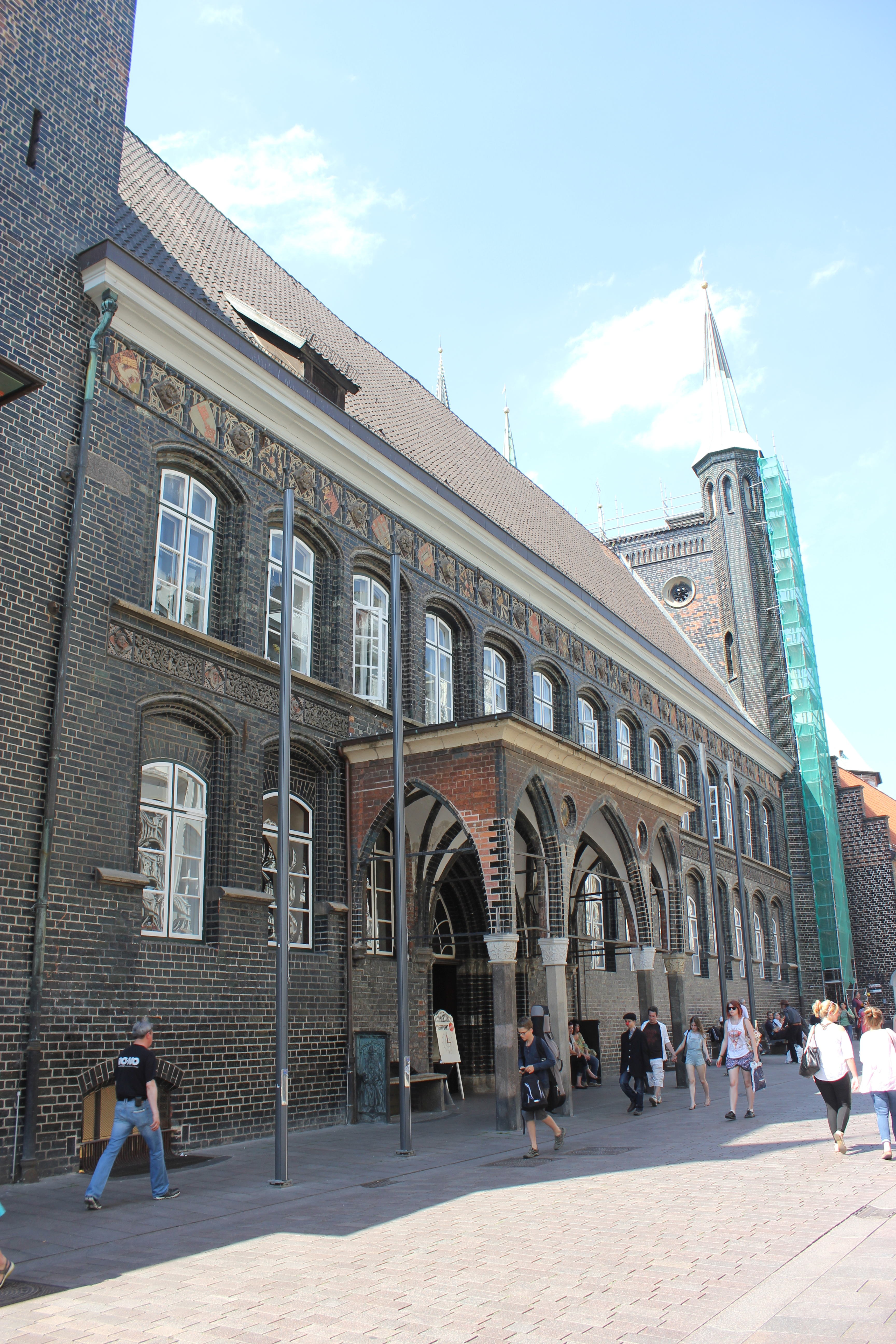
Vorgriff auf die Renaissance: hochgotische Straßenfront des Rathauses (1340–1350)
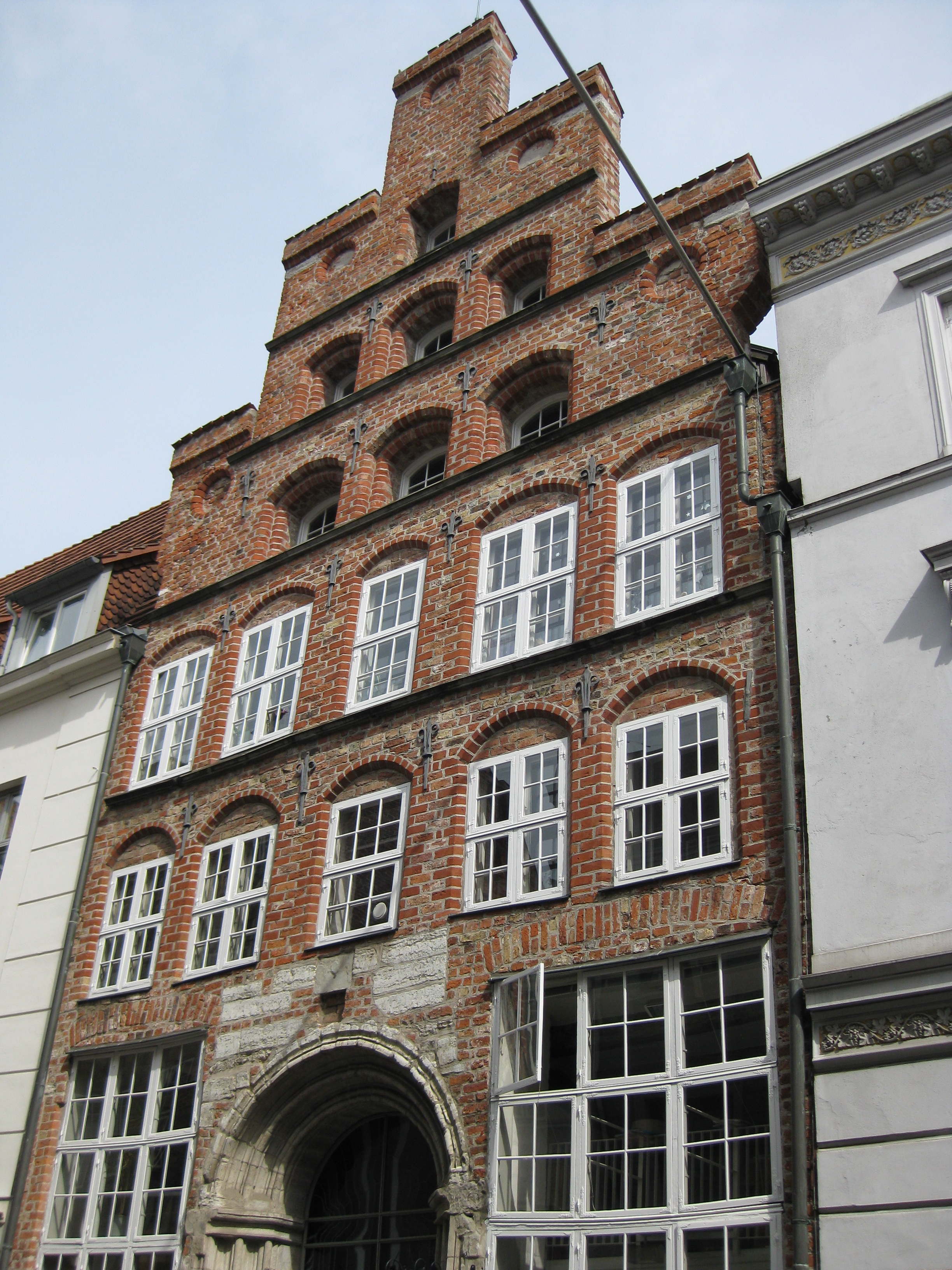
Mengstr. 64, 16. Jh., zwischen den Stilen, gotisches Kalksteinportal aus dem 13. Jh.
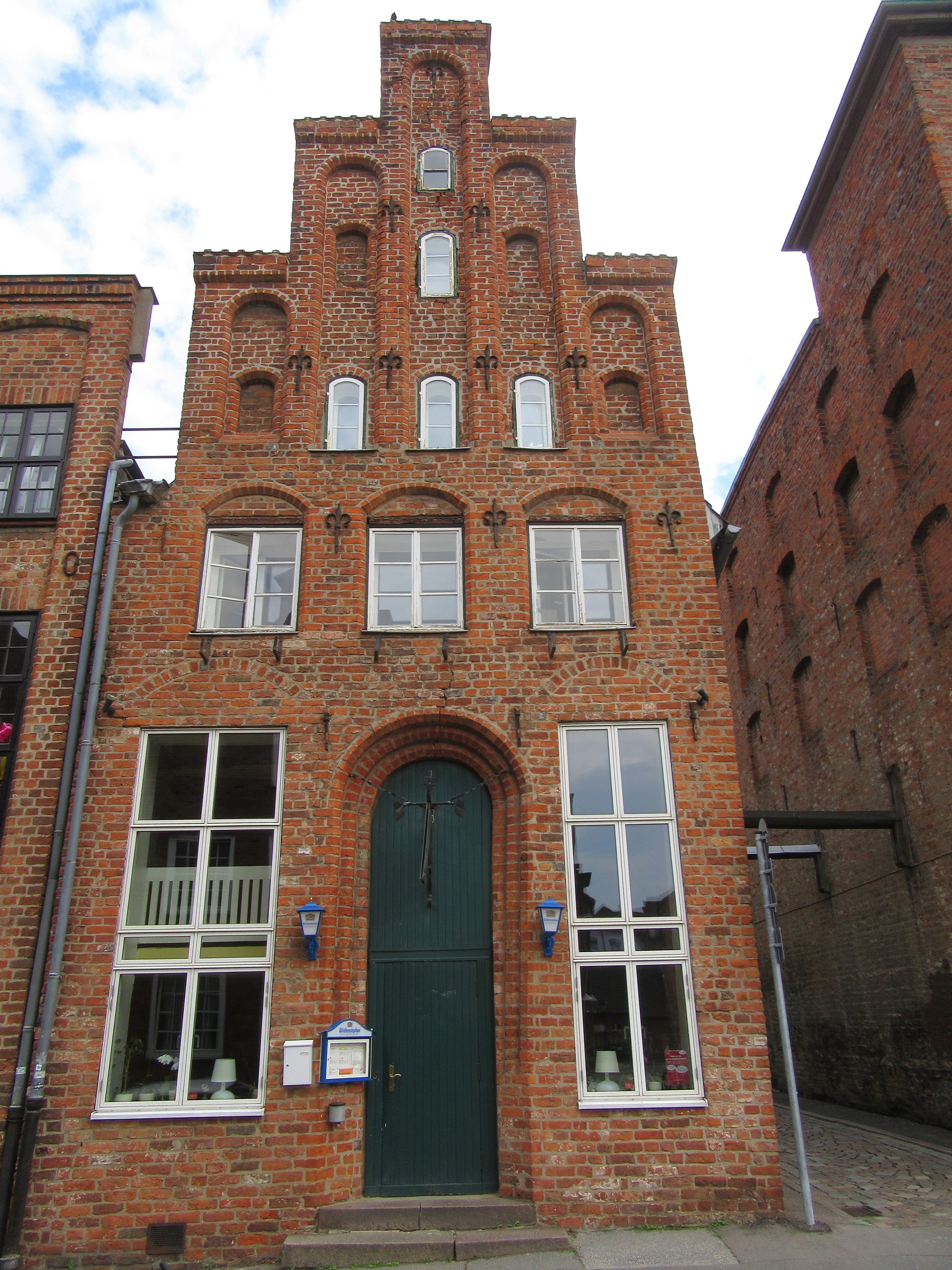
Backhaus Alfstr. 32, nicht mehr richtig gotisch, noch nicht richtig Renaissance
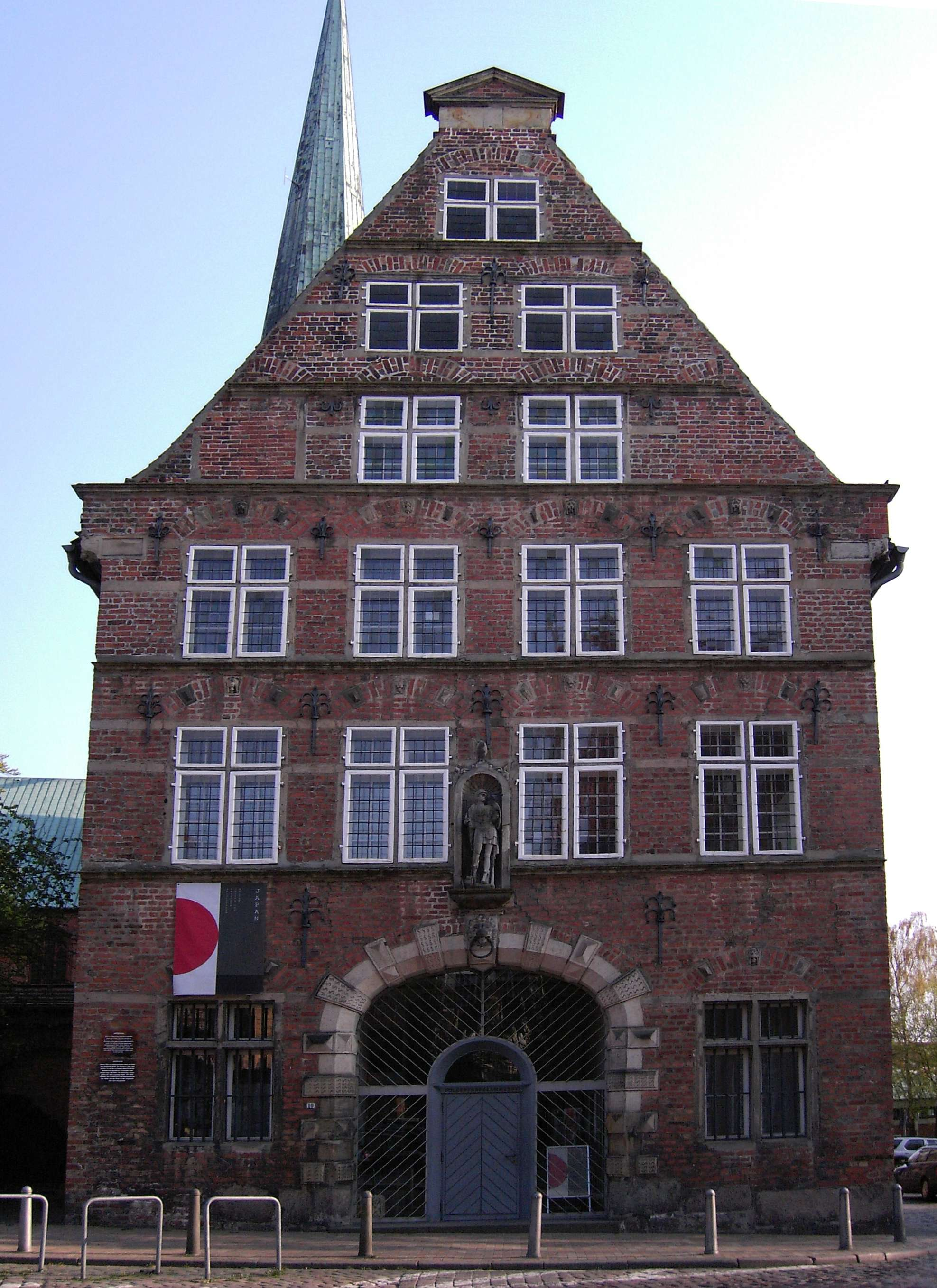
Zeughaus, 1594, ausgereifte Renaissance

Ausbreitung des Backsteins in der Renaissance
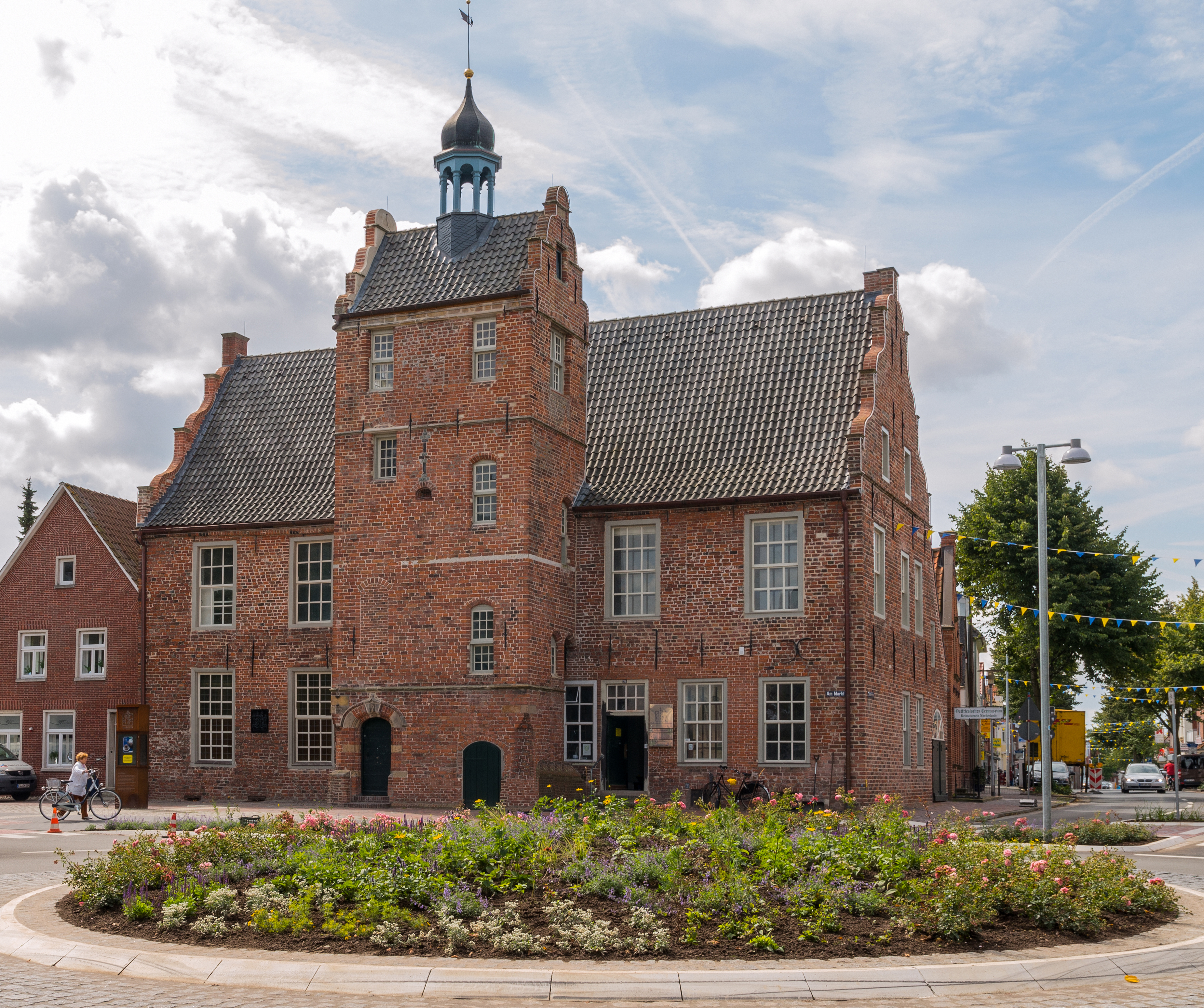
Altes Rathaus in Norden (Ostfriesland), nach Brand von 1539 im Renaissancestil wiederaufgebaut
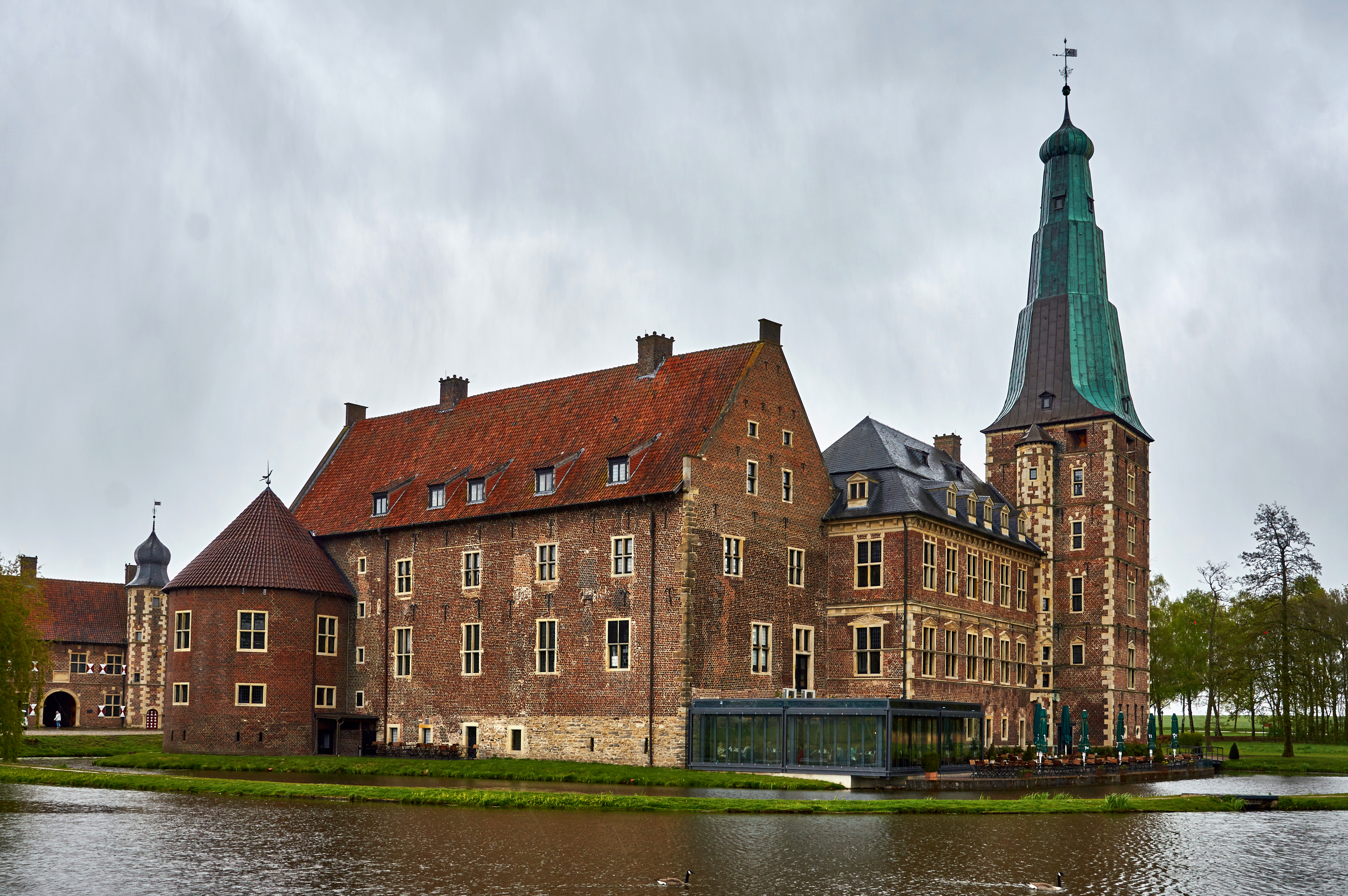
Schloss Raesfeld im Münsterland, Backsteinbau der Renaissance (15./16. Jh.), ausgehend von einem Bruchsteinturm aus dem 13. Jh.
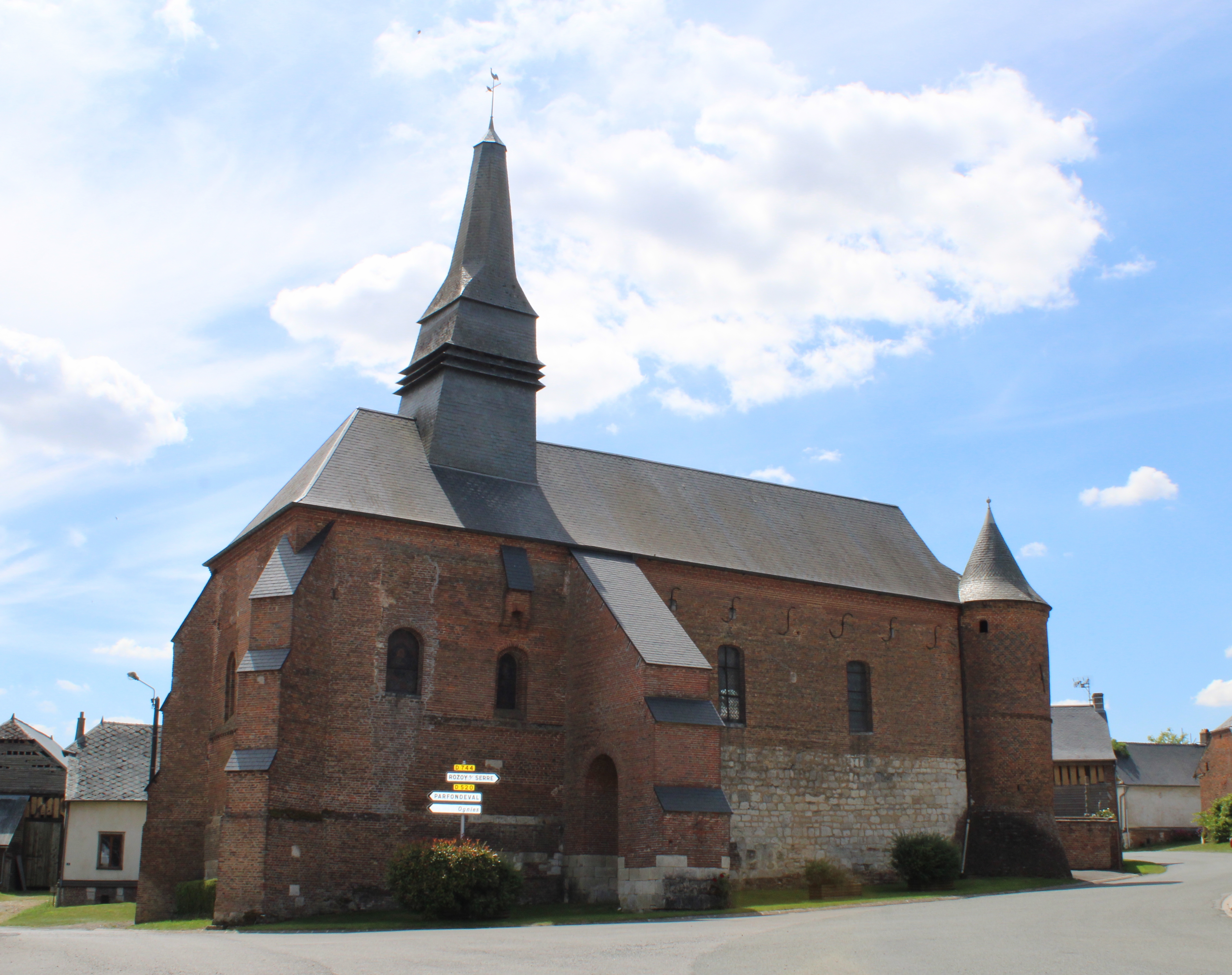
Backsteinkirche der Renaissance aus dem 16. Jh. in Archon (Département Aisne). Backsteingotik gibt es erst 80 km weiter nördlich
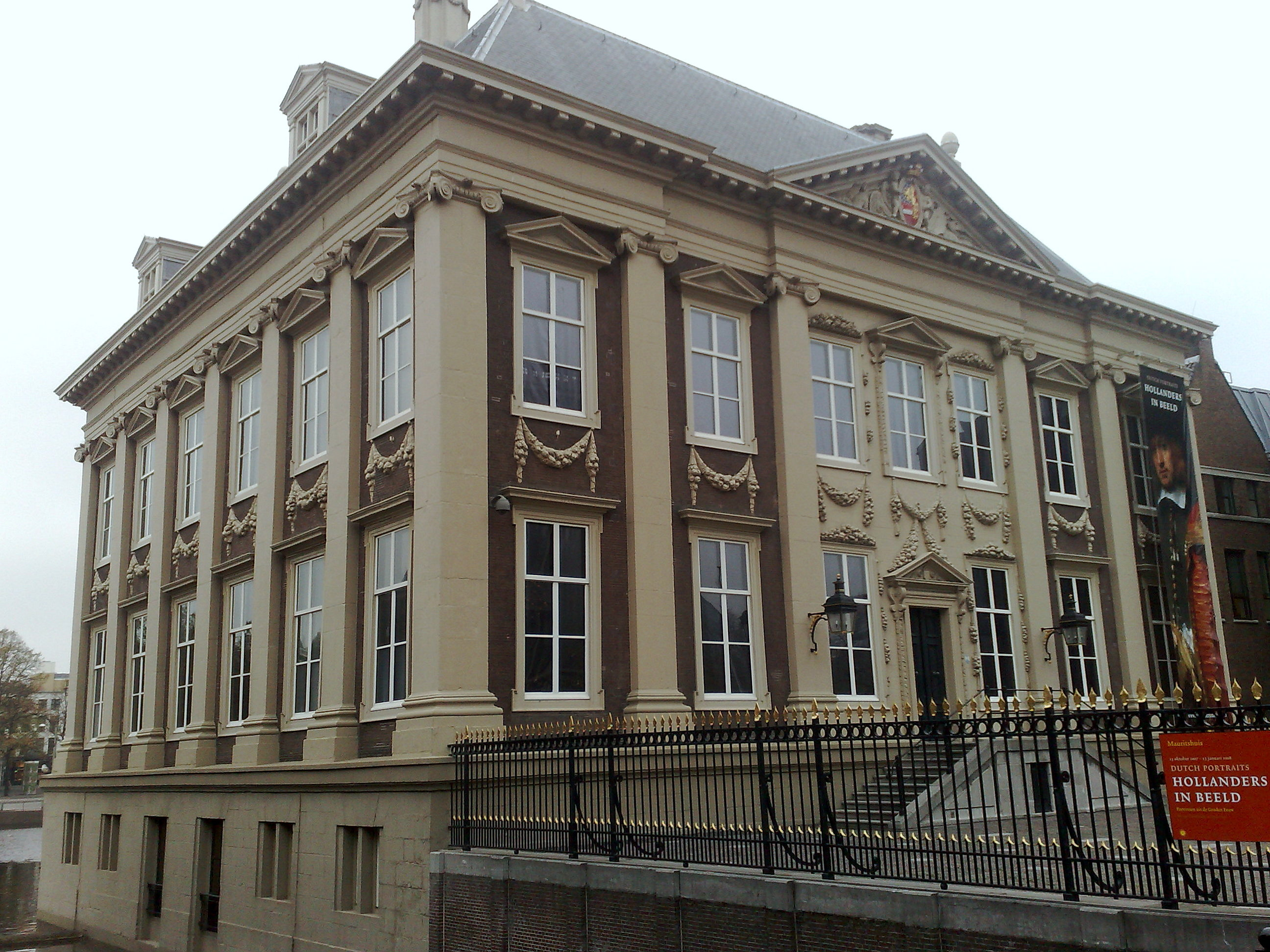
Mauritshuis (1633–1644) in Den Haag, Klassizismus im Übergang von der Backsteinrenaissance zum Barock
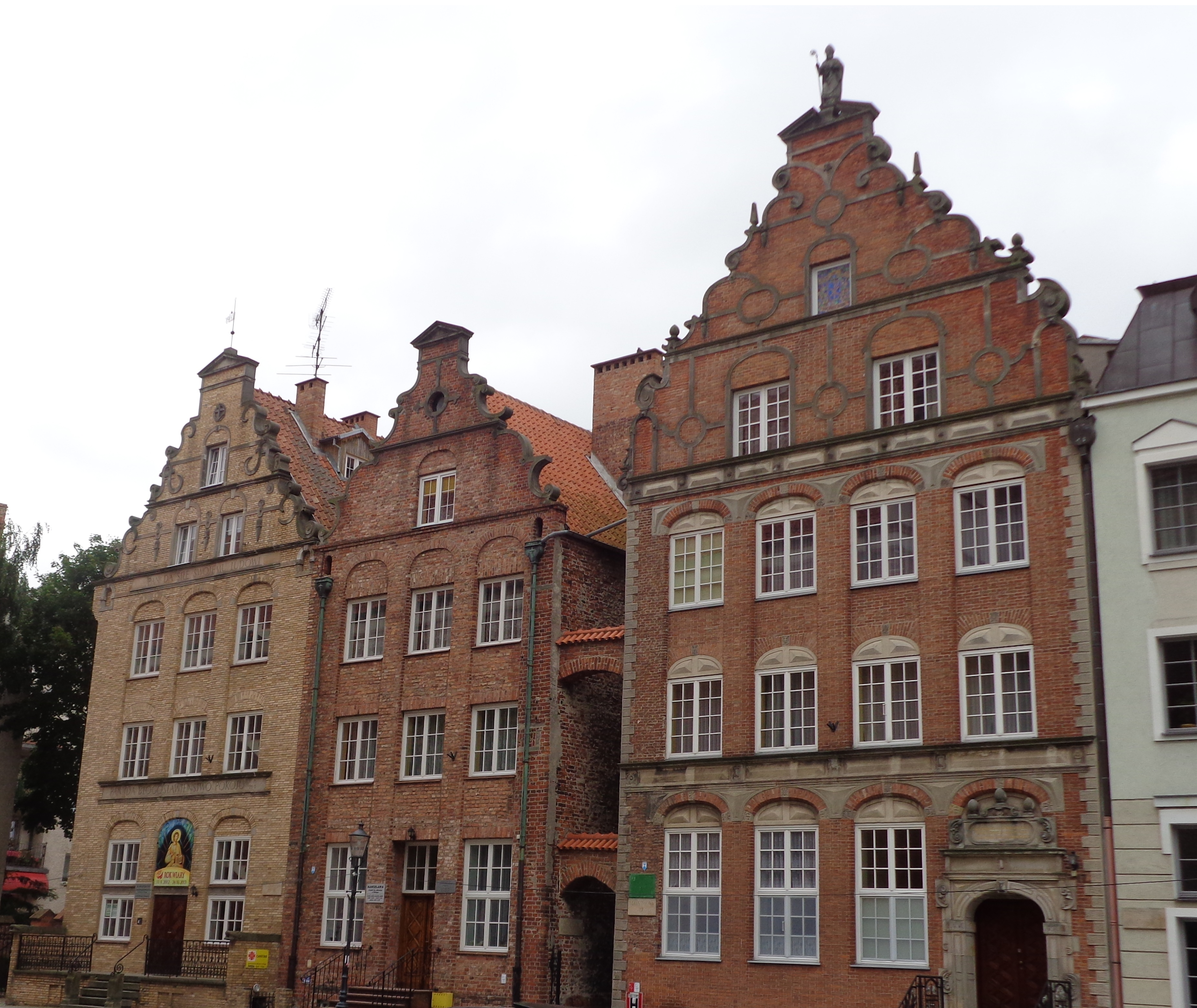
Backsteingiebel der Renaissance in Elbląg (Elbing), 1466–1772 und seit 1945 zu Polen